# Mura di Temistocle
Le mura di Temistocle (in greco antico: Θεμιστόκλειον τεῖχος?, Themistókleion téichos), dette anche cinta temistoclea, furono costruite ad Atene durante il V secolo a.C. a seguito delle guerre persiane allo scopo di difendersi da ulteriori invasioni.

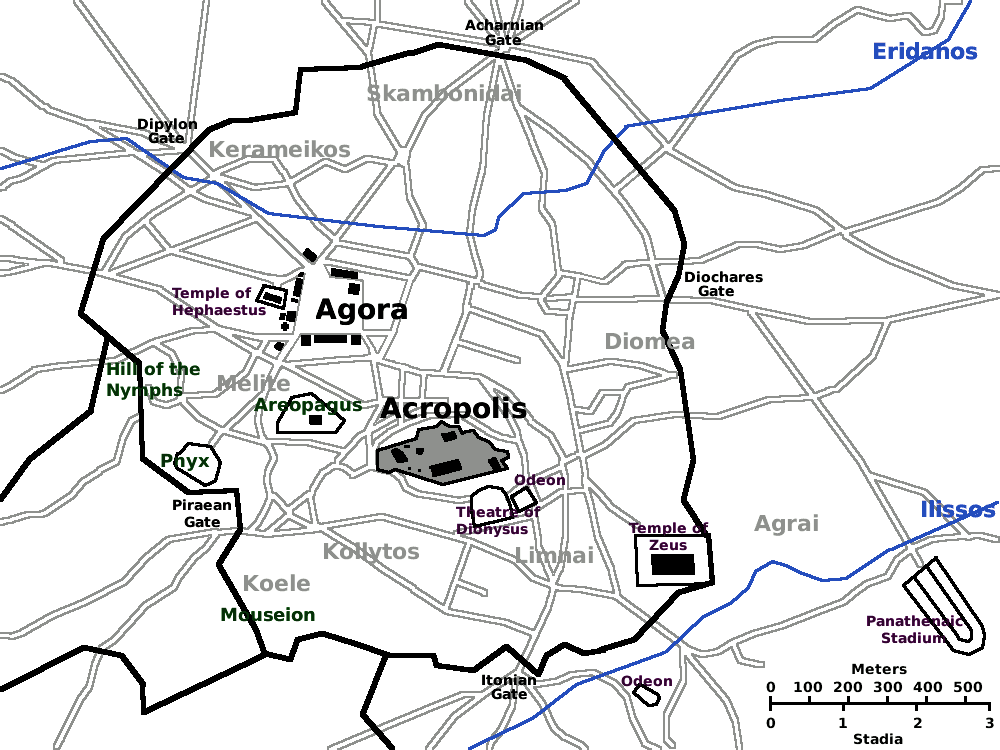
Mappa delle mura di Temistocle

## Storia
Preoccupati per un ritorno dei persiani, gli abitanti di Atene chiesero a Temistocle la ricostruzione delle mura prima di ogni altra cosa.
Lo storico Tucidide ci tramanda questi eventi descrivendo una serie di complesse macchinazioni di Temistocle, attraverso le quali distrasse gli spartani fino a quando le mura non furono costruite e abbastanza alte da fornire una protezione adeguata.
Le mura furono completate nel 479/78 a.C. e avevano una lunghezza totale di 8500 m, un'altezza di 8–10 m, una larghezza di 3 m con almeno 13 porte.
Le mura furono gravemente danneggiate quando Lucio Cornelio Silla assediò e attaccò la città nell'86 a.C.. Successivamente furono ricostruiti alcuni tratti da Valeriano (253-260 d.C.).

## Resti visibili
I principali resti visibili:

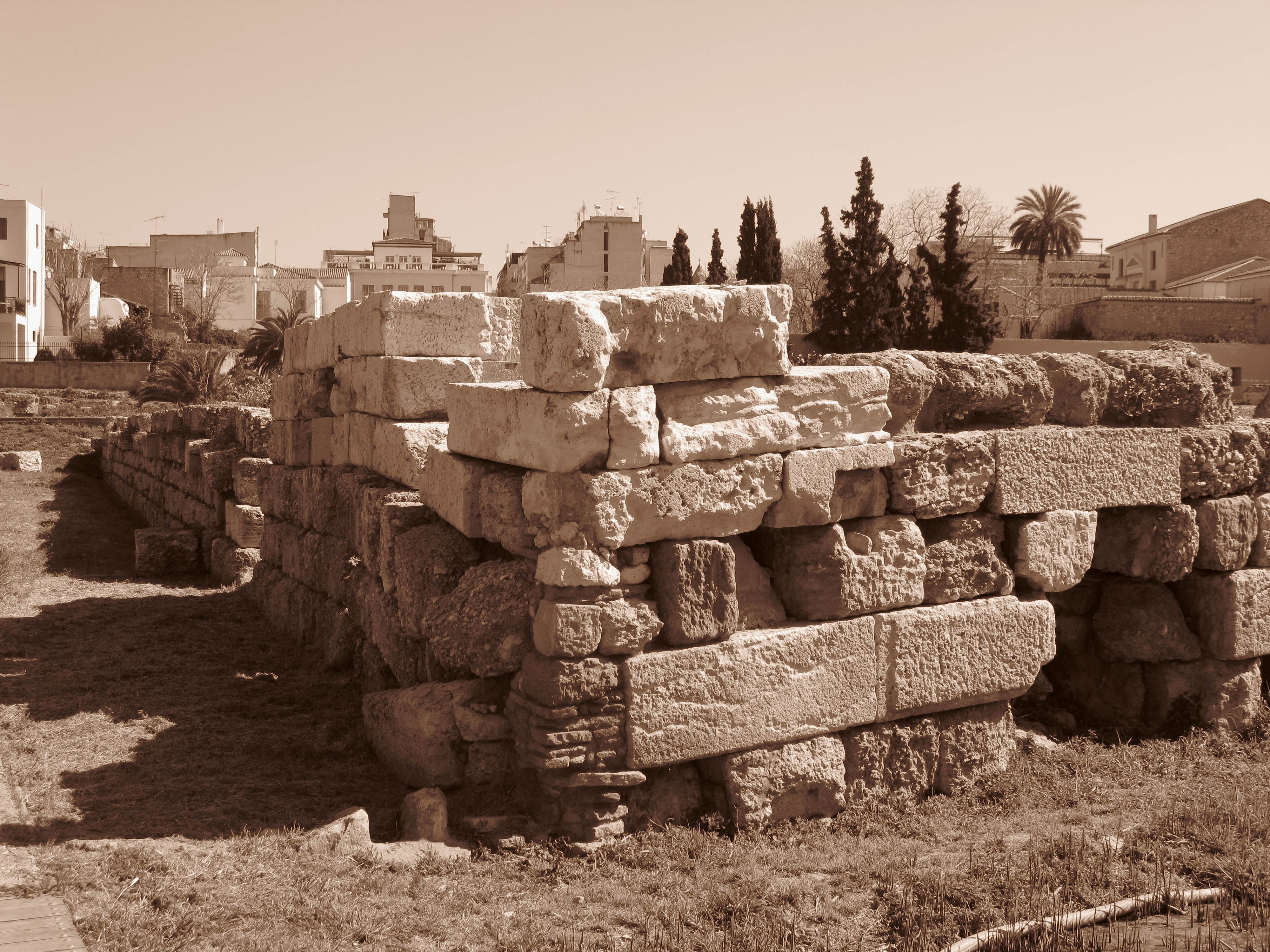
resti delle mura nel Ceramico

- Nel Ceramico, la sezione più alta.[5]
- nella Pnice (le sue fondamenta)
- vicino a piazza Kotsia, nei pressi della Porta di Acarne visibile nel seminterrato della Banca nazionale in via Aiolou
- nel 29 Erysichthonos; una sezione in un seminterrato della casa che era appena a nord della Porta Piraica

La maggior parte delle antiche porte sono state riconosciute e scavate, le più notevoli delle quali sono:

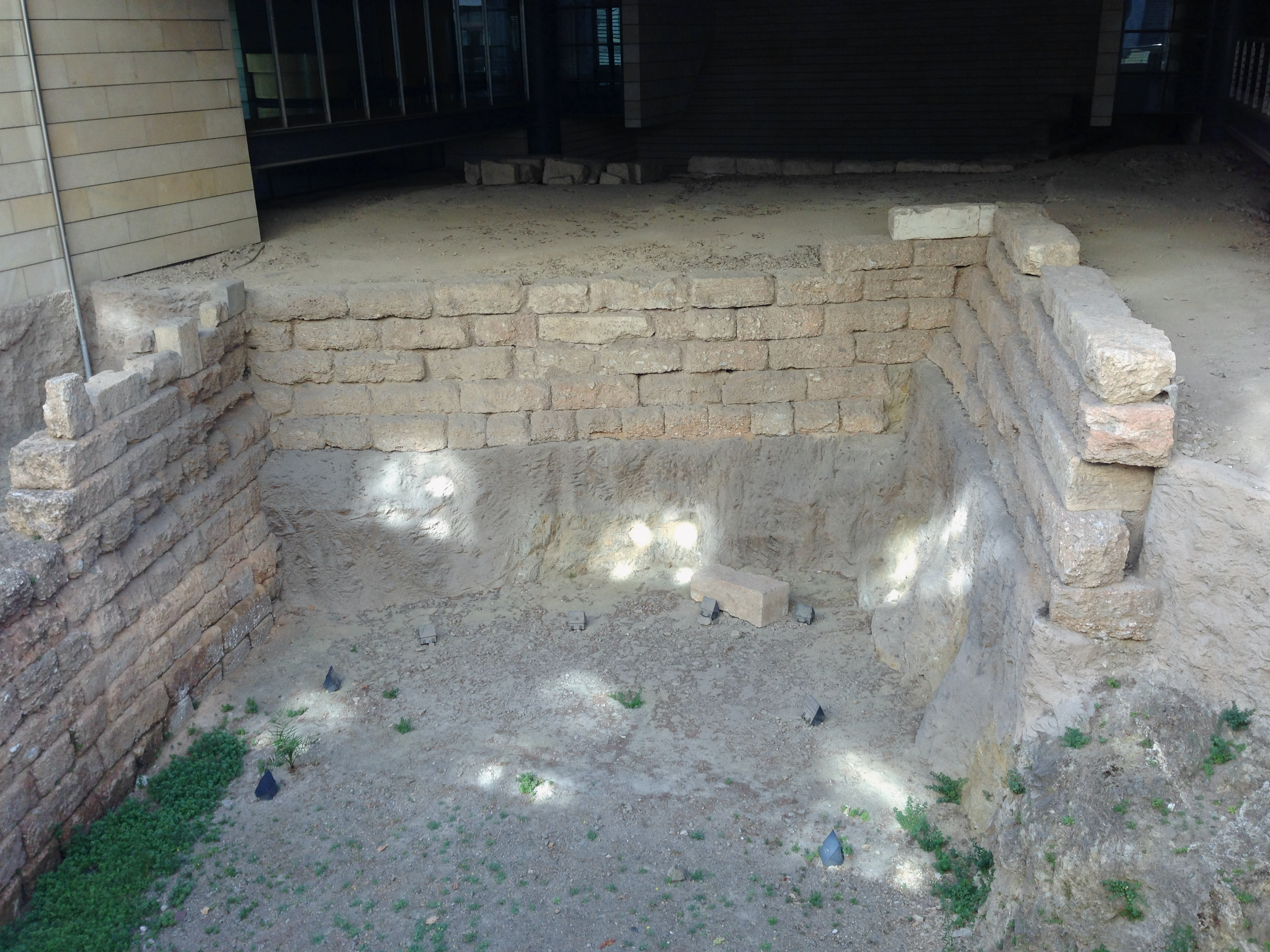
resti della porta di Acarne

- Dipylon (Δίπυλον, "doppio cancello"), originariamente la Porta di Tria (Θριάσιαι Πύλαι)
- Porta Santa (Ἱερὰ Πύλη)
- Porta Piraica (Πειραϊκαὶ Πύλαι, "Porta del Pireo")
- Porta Demia (Δήμιαι Πύλαι, "Porta del boia")
- Porta Eria (Ἤριαι Πύλαι, "Porta delle tombe")
- Porta di Acarne (Ἀχαρνικαὶ Πύλαι)